# Tulipa butkovii
Tulipa butkovii är en liljeväxtart som beskrevs av Botschantz. Tulipa butkovii ingår i släktet tulpaner, och familjen liljeväxter. Inga underarter finns listade.

## Bildgalleri

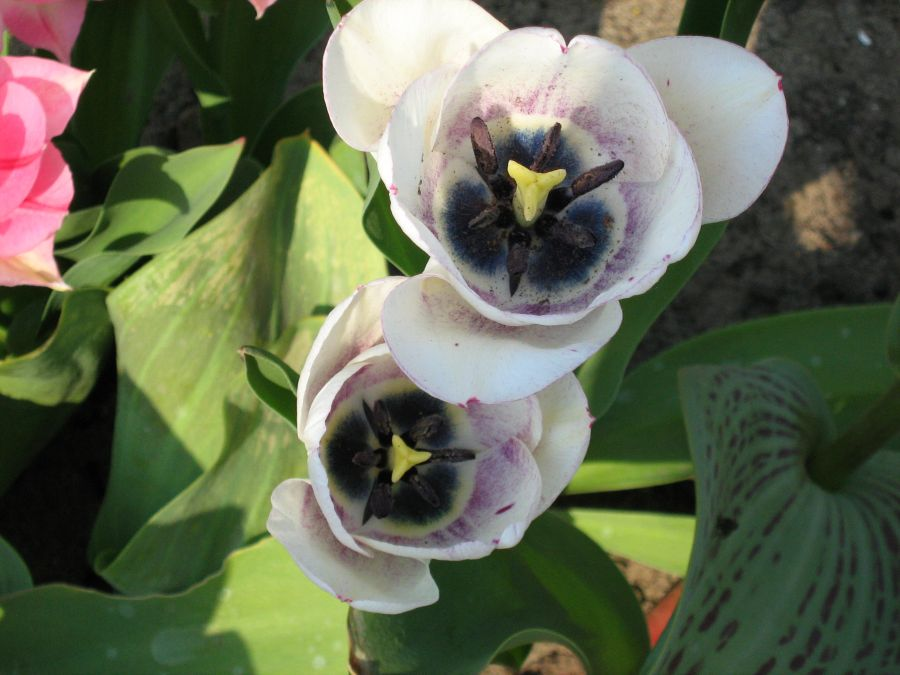
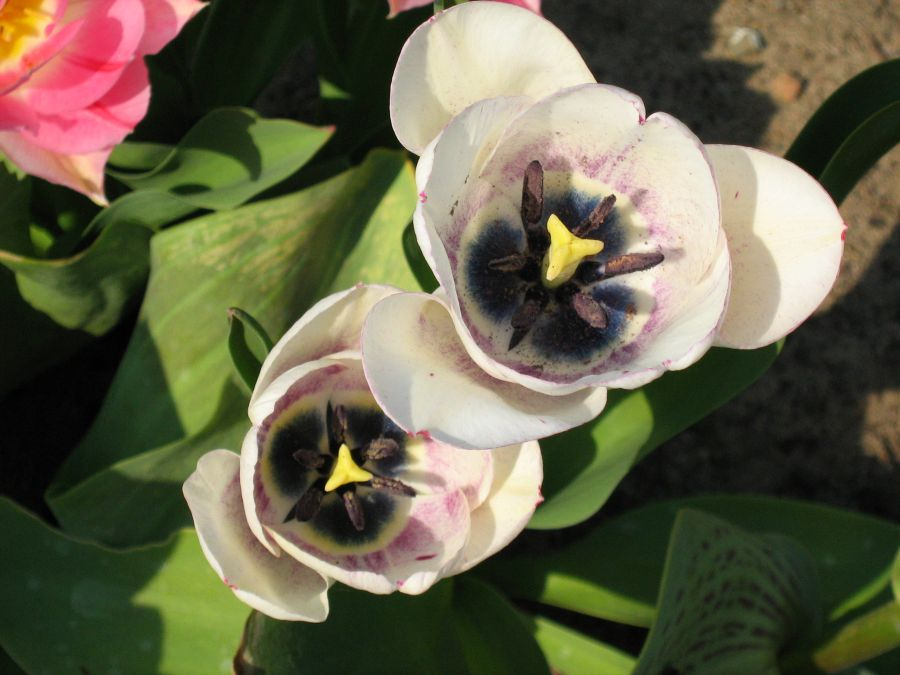
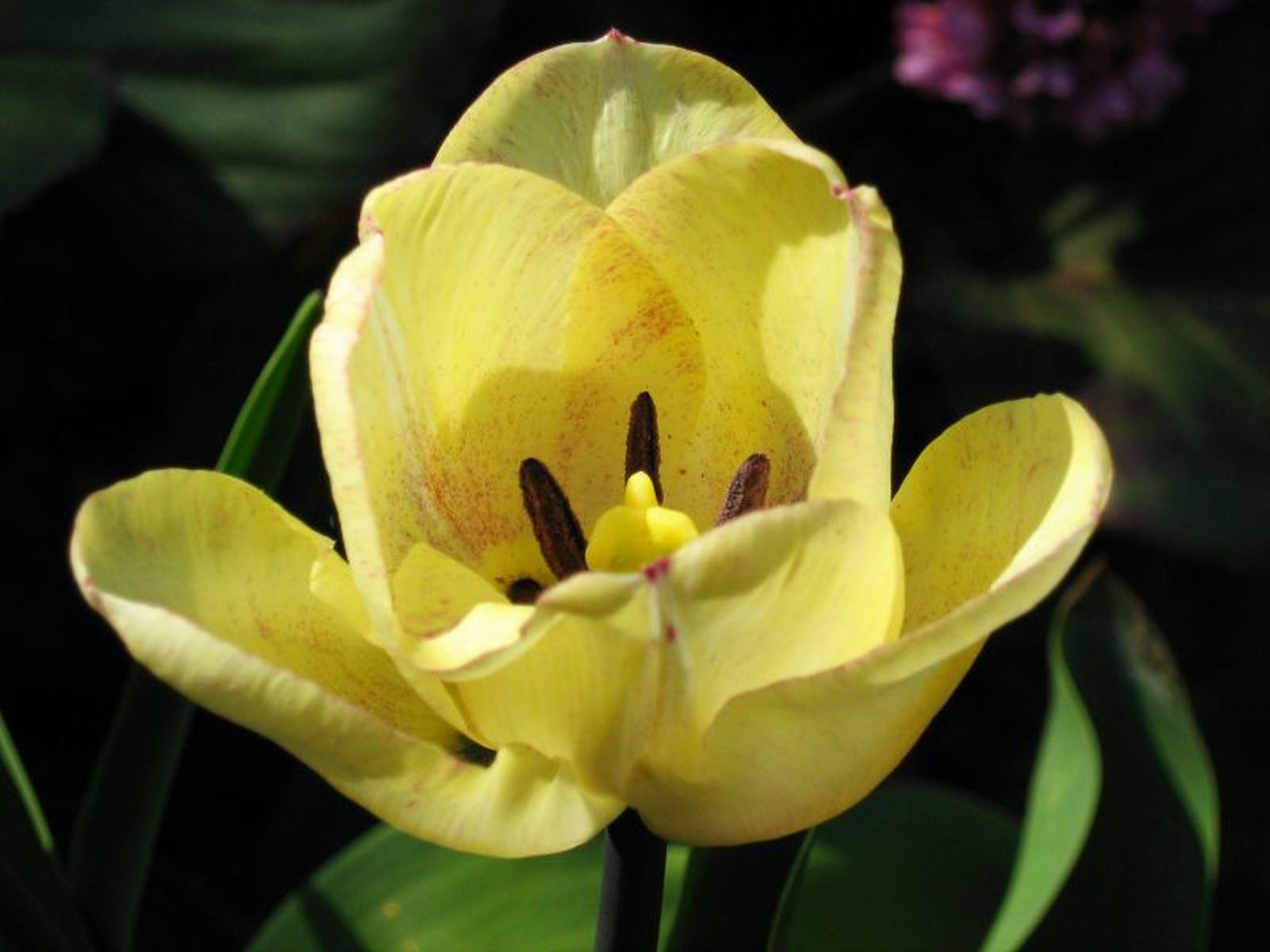
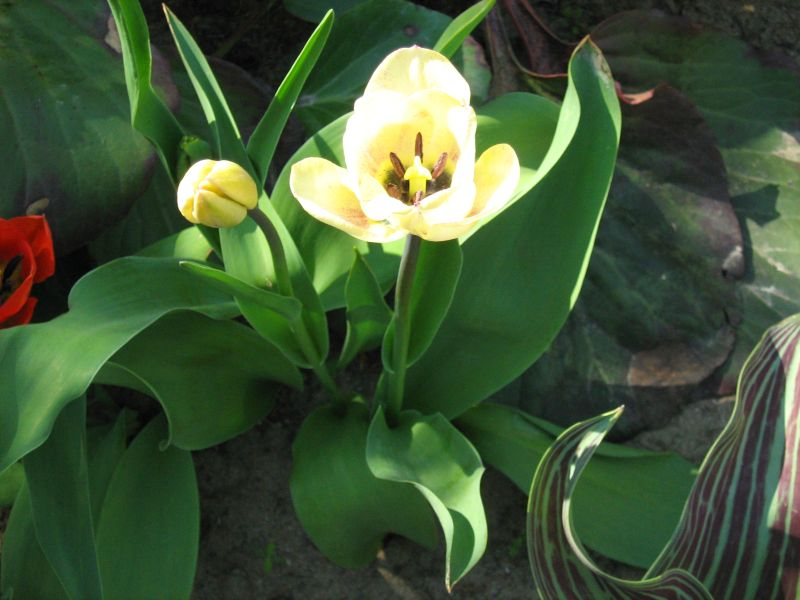
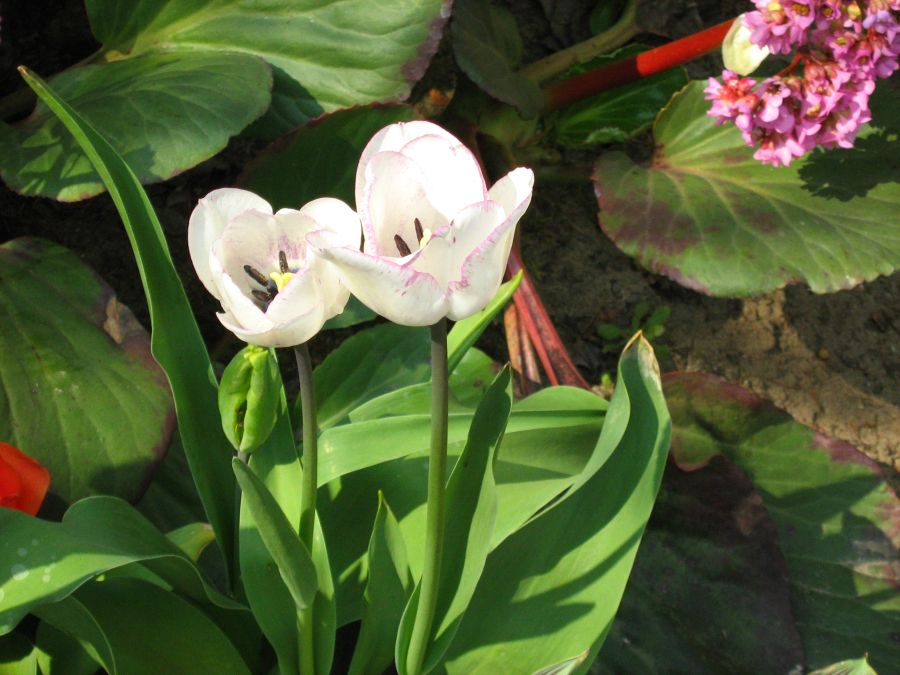
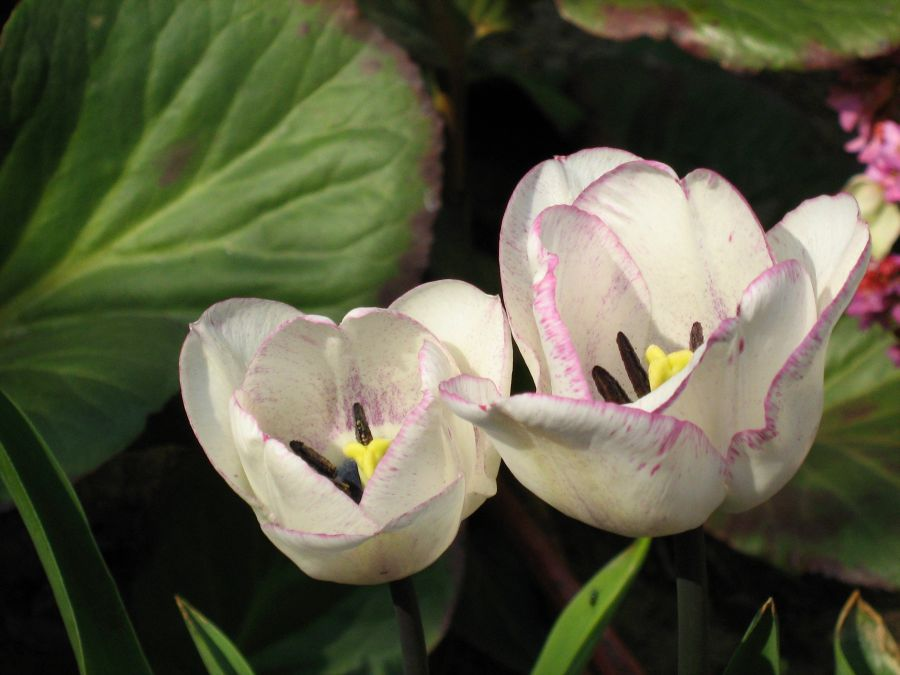